# Sielsowiet Ciurle
Sielsowiet Ciurle (biał. Цюрлёўскі сельсавет, ros. Тюрлевский сельсовет) – sielsowiet na Białorusi, w obwodzie mińskim, w rejonie mołodeczańskim. Siedziba urzędu mieści się w Ciurlach. Od wschodu graniczy z Mołodecznem.

## Miejscowości
- wsie:
  - Bojary
  - Buszewica
  - Ciurle (d. Ciurle Helenowskie)
  - Ciurle Sakowskie (d. Ciurle)
  - Cywidówka
  - Domasze
  - Kolędzino
  - Kukłowszczyzna
  - Leszno
  - Mieniutki
  - Nasiłowo
  - Saki
  - Wiązowiec
  - Wierzchówka
  - Wytropowszczyzna
  - Zabłocie
  - Zaścianki
- dawne wsie:
  - Kliniszcze
  - Łysowszczyzna
  - Wysokie
  - Franopol
  - Podsadzie
  - Ogrodniki
  - Lisowo
  - Bernatowo
  - Karasie
  - Zarzecze[1]